# Zichy

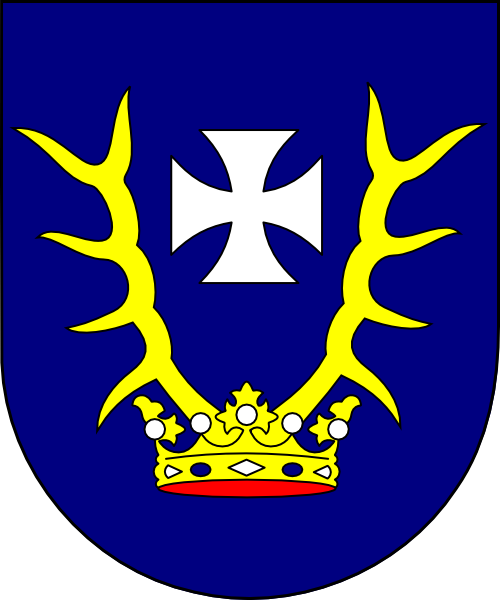
Wapenschild van de familie Zichy

De familie Zichy de Zich et Vásonykő is de naam van een Hongaars adelsgeslacht, dat in de Hongaarse geschiedenis opduikt vanaf de 13e eeuw.

## Geschiedenis
De eerste geattesteerde voorvader van de familie Zichy droeg de naam Zayk. Dit was de familienaam van het geslacht, totdat de familie in de 14e eeuw Zich verwierf. De Zichy's stegen in aanzien in de 17e eeuw, met name toen István Zichy († 1693) in 1679 de rang van graaf werd verleend.

## Uitspraak en spelling
De naam Zichy wordt uitgesproken als [ˈzitʃi], dus alsof de naam als *Zicsi geschreven was. Vásonykő wordt overigens in verschillende spellingsvarianten aangetroffen: Vásonykő, Vásonkeő, Vázsonykő...

## Vooraanstaande leden
- Melanie Zichy-Ferraris de Zich et Vásonykeö (1805-1854), derde echtgenote van prins Klemens von Metternich
- Dominik Zichy (1808-1879), bisschop
- Mihály Zichy (1827-1906), kunstschilder
- Géza Zichy (1849-1924), componist en eenarmig pianist
- Aladár Zichy (1864-1937), Minister naast de koning

- Nationale Bibliotheek van Tsjechië: jx20140710002
- Virtual International Authority File: 309866832